# Renault Captur
 (преслов. Рено каптур) је кросовер који производи француска фабрика аутомобила Рено. Производи се од 2013. године.

## Историјат

### Прва генерација (2013–2020)
Представљен је на салону аутомобила у Женеви марта 2013. године. Направљен је на механичкој основи клија IV и зато не постоји верзија са погоном на сва четири точка. Заснован је на Нисан Б платформи као и клио, Нисан микра, Нисан џук и Дачија дастер. Откако су се Нисанови модели кашкај и џук појавили, све је већи продор компактних, градских СУВ возила у односу на минивенове. Док први бележе све већу продају, у исто време минивенови су у проблему да остваре жељени пласман. Зато Рено укида минивен модус и као наследника одређују модел у СУВ верзији.
Конструисан је тако да је преузео најбоље особине СУВ и минивен возила, и све је то спојено у једну веома елегантну целину. Незнатно је дужи од клија IV, али је и виши. Са подом удаљеним од земље 20 цм знатно је способнији за вожњу изван асфалта. Ентеријер је веома сличан као код клија IV, а кабина је пространија у односу на класични хечбек због висине крова. Постоји могућност комбиновања боја пластичних уметака на командној табли и седиштима. Возило се може персонализовати и комбиновањем боја за каросерију и кабину. Задња клупа је подељена и може да се помера по дужини. На тај начин пртљажник може да се повећа са 377 на 455 литара.
На Euro NCAP креш тестовима каптур је 2013. године добио максималних пет звездица за безбедност. На тржишту Јужне Кореје продаје се као Рено Самсунг QM3 (Renault Samsung QM3).

Доступан је са петостепеним мануелним и шестостепеним аутоматским мењачем. Уграђују се мотори, бензински од 0.9 TCe (90 КС), 1.2 TCe (120 КС) и дизел мотори од 1.5 dCi (90 и 110 КС).
- I генерација, задњи поглед
- Ентеријер
- I генерација, редизајн, предњи поглед

### Друга генерација (2019–)
Друга генерација каптура је дебитовала у јулу 2019. Заснована је на новијој платформи ЦМФ-Б која такође лежи у основи клиа V, друге генерације Нисан џука и европске спецификације аркане. Каптур друге генерације је око 110 мм дужи од одлазећег модела, који је допуњен са 20 мм дужим међуосовинским растојањем.
Приликом лансирања, Рено је најавио укупно 11 боја екстеријера, 4 контрастне боје крова и 3 пакета прилагођавања доступна за европско тржиште, што је резултирало са 90 могућих шема боја.
Возило је доступно са 1.0- и 1.3-литарским бензинским моторима снаге од 100 до 155 КС (74 до 114 кВ). Основни мотор је такође доступан из фабрике са ТНГ системом са два горива. Једина опција дизел мотора је 1.5-литарска dCi јединица са 95 КС (70 кВ) или 115 КС (85 кВ). Од 2020. године, нови каптур је доступан са плуг-ин хибридним погоном названим Е-Тецх који је способан да пређе 45 km (28 mi) чистог електричног домета у мешовитој употреби. Технологија садржи преко 150 нових патената из Реноа.
Верзије врхунске спецификације опремљене су 9,3-инчним вертикално постављеним инфотаинмент системом осетљивим на додир и 10,2-инчним дигиталним екраном инструмент табле. Нижи нивои опреме имају екран осетљив на додир од 7,0 инча и екран инструмента од 7,0 инча.

У Јужној Кореји, модел се продаје са својим међународним именом каптур од прве половине 2020. године, уместо да буде поново означен као Рено Самсунг КМ3 као код претходне генерације.
- II генерација, задњи поглед
- Ентеријер